# خريمان (الدوادمي)
خريمان، هي قرية تقع في محافظة الدوادمي، والتابعة لمنطقة الرياض في السعودية. وتبعد خريمان عن محافظة الدوادمي بمسافة تقارب () كم.